# Franciszek Rachwał
Franciszek Rachwał (ur. 19 lutego 1932 w Brzezówce, zm. 27 sierpnia 1997) – polski działacz partyjny i państwowy, były przewodniczący Prezydium PRN w Dębicy i naczelnik powiatu dębickiego, w latach 1975–1980 wicewojewoda tarnowski.

## Życiorys
Syn Władysława i Anny. Należał do Związku Młodzieży Polskiej. W 1958 wstąpił do Polskiej Zjednoczonej Partii Robotniczej. Od 1963 do 1969 pozostawał sekretarzem ds. rolnych w Komitecie Powiatowym PZPR w Ropczycach, zasiadał też w tamtejszej Powiatowej Radzie Narodowej. Od 1969 do 1972 pozostawał sekretarzem ds. rolnych i członkiem egzekutywy KP PZPR w Dębicy. Od 1972 do 1975 był kolejno przewodniczącym Prezydium Powiatowej Rady Narodowej w tym mieście i ostatnim naczelnikiem powiatu dębickiego. Od czerwca 1975 do grudnia 1980 pełnił funkcję wicewojewody tarnowskiego, następnie został sekretarzem w Komitecie Wojewódzkim PZPR w Tarnowie.
Pochowany na Starym Cmentarzu w Tarnowie.